# Función de autocorrelación parcial

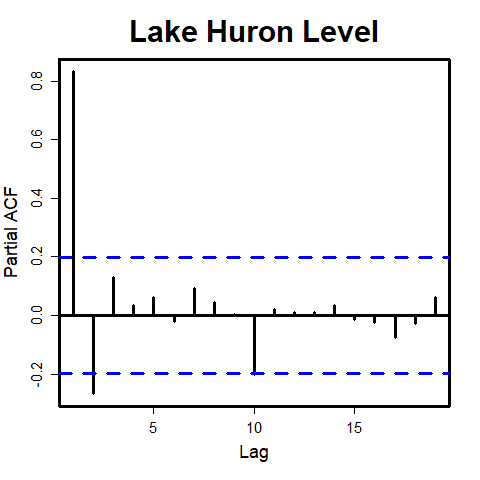
Función de autocorrelación parcial de la profundidad del lago Hurón

En el análisis de series de tiempo, la función de autocorrelación parcial (FAP) juega un papel importante en los análisis de datos dirigido a la identificación de la medida del desfase en un modelo autorregresivo. El uso de esta función se introdujo como parte de la metodología de Box-Jenkins,en la modelación de series temporales, donde mediante el trazado de las funciones de autocorrelación parciales se podría determinar los rezagos apropiados p en un modelo AR(p) o en uno ARIMA  (p, d, q).

## Descripción
Teniendo en cuenta una serie de tiempo {\displaystyle z_{t}}, la autocorrelación parcial de k rezagos, que se denota {\displaystyle \alpha (k)}, es la autocorrelación entre {\displaystyle z_{t}} y {\displaystyle z_{t+k}}  con la dependencia lineal de {\displaystyle z_{t+1}} hasta {\displaystyle z_{t+k-1}} eliminada; equivalentemente, es la autocorrelación entre {\displaystyle z_{t}} y {\displaystyle z_{t+k}} que no se explica por retrasos de 1 a k − 1, inclusive.
{\displaystyle \alpha (1)=\operatorname {Cor} (z_{t},z_{t+1})}
{\displaystyle \alpha (k)=\operatorname {Cor} (z_{t+k}-P_{t,k}(z_{t+k}),\,z_{t}-P_{t,k}(z_{t})),{\text{ for }}k\geq 2,}
donde {\displaystyle P_{t,k}(x)} denota la proyección de x en el espacio abarcado por {\displaystyle z_{t+1},\dots ,z_{t+k-1}} .
Hay algoritmos, para los cuales estimación de la autocorrelación parcial basada en las autocorrelaciones muestrales. Ver (Box, Jenkins y Reinsel 2008) o (Brockwell y Davis, 2009) para los detalles matemáticos. Estos algoritmos se derivan de la relación teórica exacta entre la función de autocorrelación parcial y la función de autocorrelación.